# Jangaon
Jangaon är en ort i Indien.   Den ligger i distriktet Warangal och delstaten Telangana, i den centrala delen av landet, 1 200 km söder om huvudstaden New Delhi. Jangaon ligger 383 meter över havet och antalet invånare är 47 558.
Terrängen runt Jangaon är platt. Runt Jangaon är det ganska tätbefolkat, med 222 invånare per kvadratkilometer. Det finns inga andra samhällen i närheten. Trakten runt Jangaon består till största delen av jordbruksmark.